# 아르버레셔인
아르버레셔인(알바니아어: Arbëreshë), 혹은 알바니아계 이탈리아인은 이탈리아 남부에 거주하는 알바니아인 소수민족으로, 주로 칼라브리아주에 집중적으로 모여 살지만, 일부는 풀리아주, 바실리카타주, 몰리세주, 그리고 시칠리아 주에 몇몇 정착지를 두고 있기도 한다. 이들은 15세기에서 18세기 사이 당시 오스만 제국의 발칸반도 침략에 의해 알바니아를 떠난 토스크 알바니아인들의 후손들이다.
아르버레셔인들은 당시 오스만 왕조의 알바니아 정복 이후, 15세기에서 18세기 동안 여러 차례의 이주를 통하여 이탈리아 남부에 정착하였다. 이들의 문화는 언어, 종교, 전통 의례, 예술, 그리고 식문화에 이르기까지 잘 보존되어 있어, 특정 민족 집단에 귀속되어 있는 독립적 특성을 보이고 있다. 여러 세기 동안, 아르버레셔인들은 자신들의 정체성을 지키기 위해 계속하여 노력해 왔으며, 이는 주로 칼라브리아주에 기반을 둔 2곳의 동방 비잔티움 전례 종교 단체가 주도해왔다.
오늘날, 대부분의 아르버레셔인 집단은 알바니아계 이탈리아 교회, 동방 가톨릭교회와 밀접하게 연관되어 있다. 이들은 각각 룬그로 (이탈리아 대륙에 거주하는 아르버레셔인을 위한) 교구, 그리고 피아나 데기 알바네시 (시칠리아에 거주하는 아르버레셔인을 위한) 교구에 소속되어 있다. 교회는 아르버레셔인 집단의 종교, 민족, 언어, 그리고 전통 사회의 유지와 보존에 있어 가장 중요한 기관이다.
아르버레셔인은 아르버레셔어, 혹은 토스크 알바니아어로 알려져 있는 알바니아의 옛 방언을 사용한다. 아르버레셔인은 오스만 제국의 침략 이전에 쓰였던 중세 알바니아어의 발음, 문법, 그리고 어휘를 담고 있어 현대 알바니아어를 배우는 학생들에게는 중요한 학술 자료로 쓰이고 있다. 이탈리아에서는 법률 n. 482/99, 역사적 가치가 있는 소수 민족 언어를 보호하기 위한 조항에 의해 아르버레셔인을 국가적 차원에서 보호하고 있다.
아르버레셔인은 이탈리아 남부와 시칠리아에 주로 모여사나, 이외의 다른 지역에도 소수가 거주하고 있다. 미국, 브라질, 아르헨티나, 칠레, 우루과이, 그리고 캐나다에도 상당한 수의 아르버레셔인들이 정착하여 살고 있다. 아르버레셔인은 이탈리아에서 가장 큰 소수민족 집단 중 하나이다. 이탈리아의 아르버레셔인들은 이탈리아인, 아르버레셔인의 정체성을 모두 가지고 있다. 자신들의 "나라"를 두고 얘기할 때는, 아르버리아라는 어휘를 사용하는데, 이는 오래된 아르버레셔 방언으로, 이탈리아 남부에 흩어져 있는 자신들의 마을을 지칭한다. 아르버레셔인들은 자신들의 알바니아 정체성에 대해 긍지를 느끼나, 수백년간 이탈리아에 살았던 역사적 요인에 의해, 자신들을 이탈리아 국민이라고도 밝히기도 한다.

## 같이 보기
- 아르바니트인